# 시모이타바시역
시모이타바시역(일본어: 下板橋駅, しもいたばしえき)은 일본 도쿄도 도시마구에 있는 도부 철도 도조 본선 역이다. 역 번호는 TJ 03이다. 또한, 본 역은 도시마 구의 최북단 역이다. 이타바시 역과 거의 같은 위치에 있지만 본 역은 약간 북쪽에 있는 역이다.

## 역사
- 1914년 5월 1일: 영업 개시.
- 1931년 9월 27일: 당역 ~ 오야마 역 구간에 가나이쿠보 역 개업. 역간 거리는 400m로 도조 선의 거리 중에서는 최단 거리였다.
- 1935년 3월 13일: 이케부쿠로 ~ 가미이타바시 구간 복선화에 따라 현재지로 이전.
- 1945년
  - 4월 13일: 도쿄 대공습에 의한 역사 붕괴.
  - 4월 15일: 가나이쿠보 역 폐지에 따라 인접역은 다시 오야마 역이 됨.

## 역 구조
상대식 승강장 2면 2선의 지상역이다. 역사는 상행 승강장의 오야마 방향에 있다. 개찰구를 들어가 바로 승강장 사이를 연결하는 지하 통로가 있다. 승강장의 지붕은 일부만 설치되어 있다. 남쪽 출입구는 임시 개찰구의 취급인 영업 시간 7 ~ 9시와 17 ~ 20시이다. 자동 매표기가 설치되지 않았다.
본 역은 도시마 구에 소재하지만 바로 서쪽에 이타바시 구와의 경계가 있고 구역사는 이타바시 구 측에 있었다.
오야마 방향에는 유치선이 있고 이케부쿠로 역 종착으로 되돌아가는 회송으로 전철이 입고한다. 이 곳은 개통 시기부터 1935년까지 본 역이 있던 자리로 현재지 이전 후에는 화물을 다루고 있었다.
본 역이 현 위치로 이전된 것은 당시에 오야마 역 사이에 가나이쿠보 역이 있었고 역간 거리가 400m 미만으로 매우 짧은 것과 시모이타바시 ~ 오쓰카쓰지마치 역 구간 개통이 불가능하다고 판단된 것이 큰 원인이다. 옛 역의 소재지는 이타바시 구에 있지만 이전 장소의 소재지는 도시마 구다.
2006년도와 2007년도의 도부 철도의 설비 투자 계획에는 해당역 구내 개량 공사가 포함되어 있었지만 실제로는 유치선의 배선 변경에 머무르고 있다.
이후, 2008년 5월 20일에 역사 및 승강장을 현재지(도시마 구 이케부쿠로는 혼초 4초메)에서 과거 서쪽의 본 역이 있는 전차 유치선 부근에 이전하는 역 위에 대학 병원을 개설하는 등 주변지와 일체적인 고도 의료 복지 거점의 실현을 니혼 대학과 공동으로 사업화를 검토한다는 것을 밝혔다.
2009년 3월 31일부터 발차 멜로디의 사용을 시작했다.

### 승강장
| 번호 | 노선    | 방향 | 행선                          |
| ---- | ------- | ---- | ----------------------------- |
| 1    | 도조 선 | 하행 | 나리마스・시키・가와고에 방면 |
| 2    | 도조 선 | 상행 | 이케부쿠로 방면               |

## 역 주변
- 동일본여객철도(JR 동일본) 사이쿄 선 이타바시역(도보로 약 10분)
- 도에이 지하철 미타 선 신이타바시 역(도보로 약 10분)
- 도쿄 도립 기타조노 고등학교
- 이케부쿠로혼마치산 우편국
- 요크 마트 시모이타바시점
- 마쓰모토기요시 시모이타바시점

## 사진

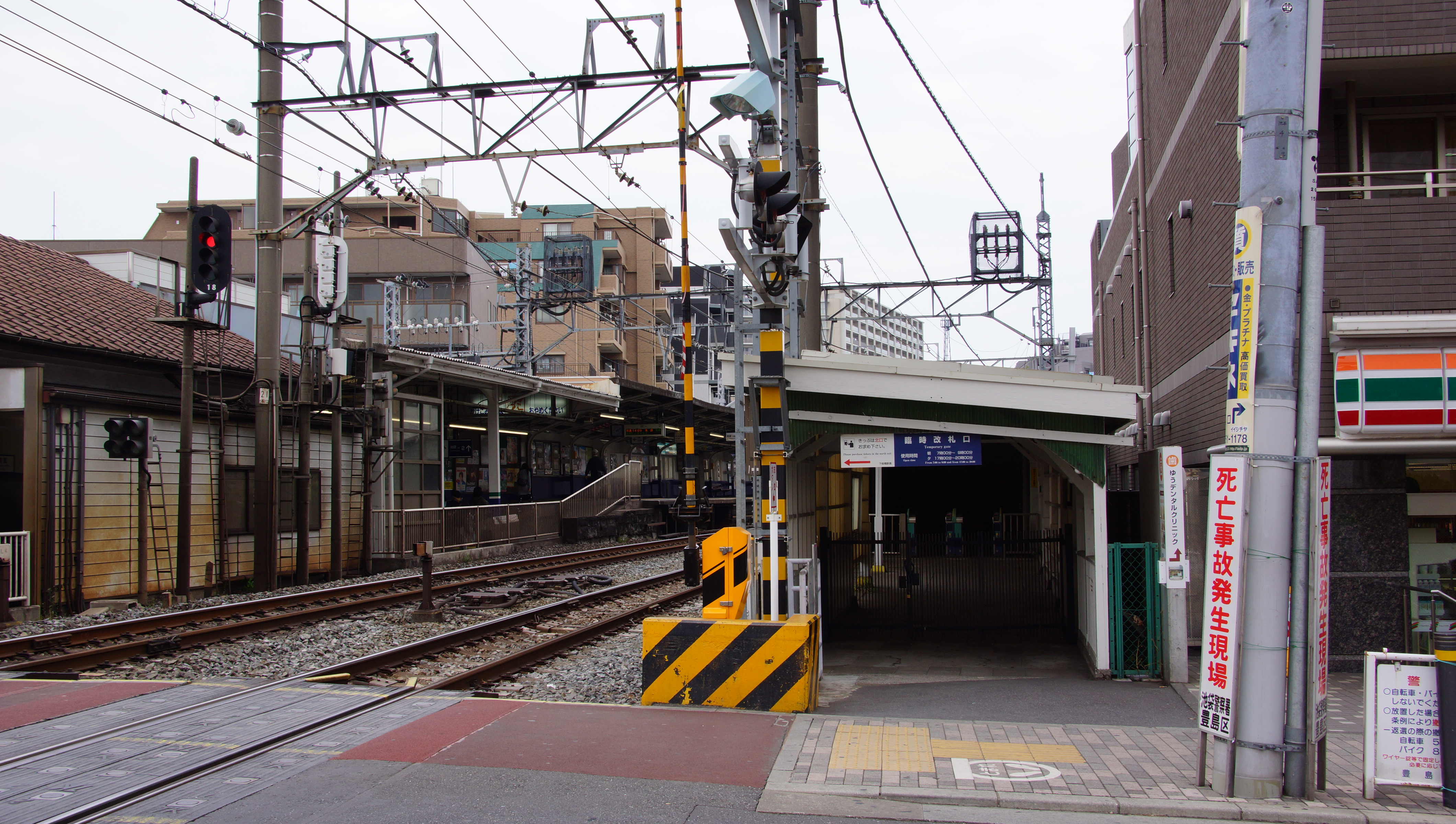
러시아워 전용 출입구
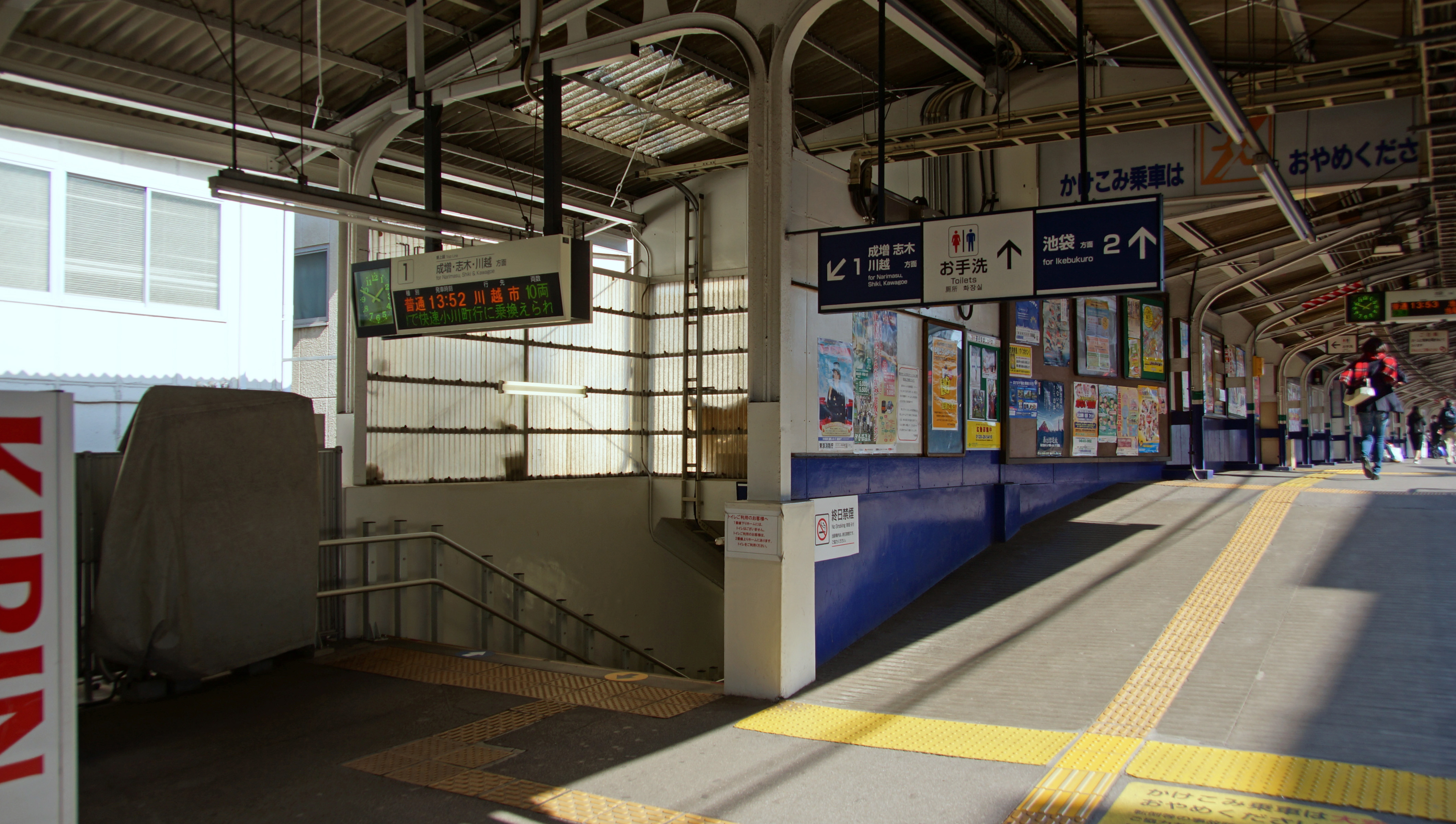
아랫쪽 출입구로 연결되는 계단

## 인접역
| 도부 철도 도조 본선                  | 도부 철도 도조 본선 | 도부 철도 도조 본선          |
| ------------------------------------ | ------------------- | ---------------------------- |
| TJ 02 기타이케부쿠로 이케부쿠로 방면 | □ 보통              | 오야마 TJ 04 오가와마치 방면 |